# سرخس شجري
السَّرْخَسُ الشَّجَرِيّ أو ديكسونية نبات من رتبة الكياثونيات، موطنه أستراليا وبالتحديد في جنوب شرق كوينزلاند، وشاطئ نيوساوث ويلز، وفيكتوريا، وتسمانيا.

## كطعام
يستخدم لب السرخس الشجري كطعام سواءً أكان نِيءاً أو مطبوخاً، ويعتبر مصدراً جيداً للنشا.